# Купновичи
Купновичи (укр. Купновичі) — село в Рудковской городской общине Самборского района Львовской области Украины.
Население по переписи 2001 года составляло 472 человека. Занимает площадь 8,58 км². Почтовый индекс — 81433. Телефонный код — 3236.